# 미쓰비시 샤리오

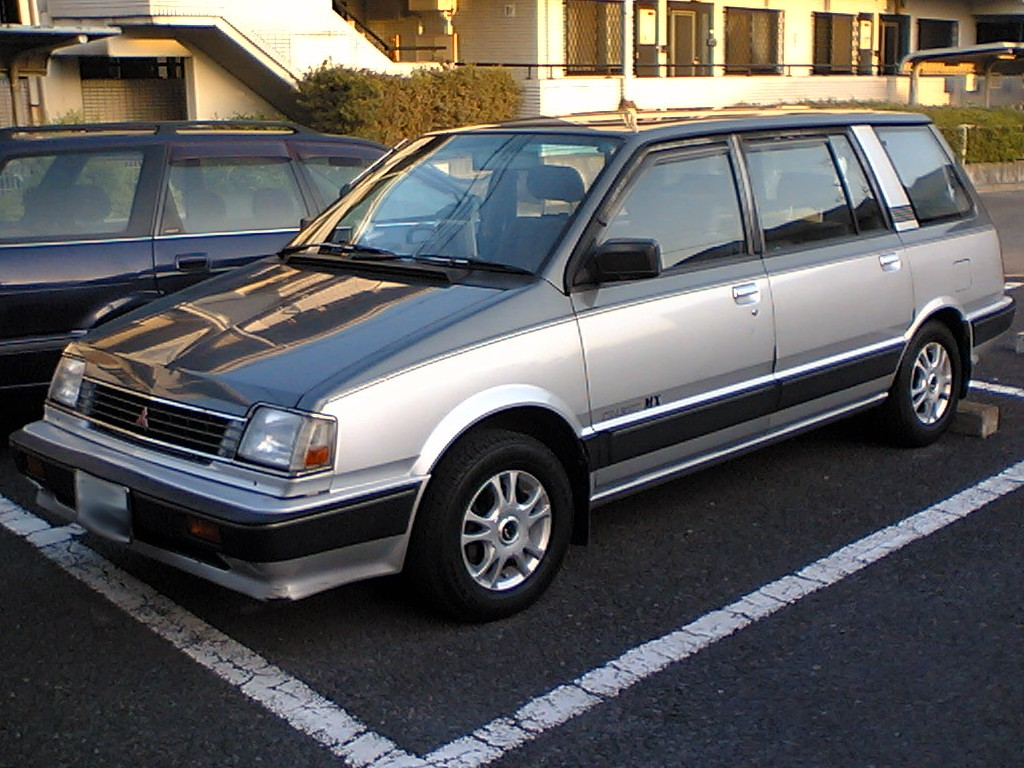

미쓰비시 샤리오는 1983년부터 2003년까지 생산 및 판매한 미니밴이다.

## 역사

### 1세대

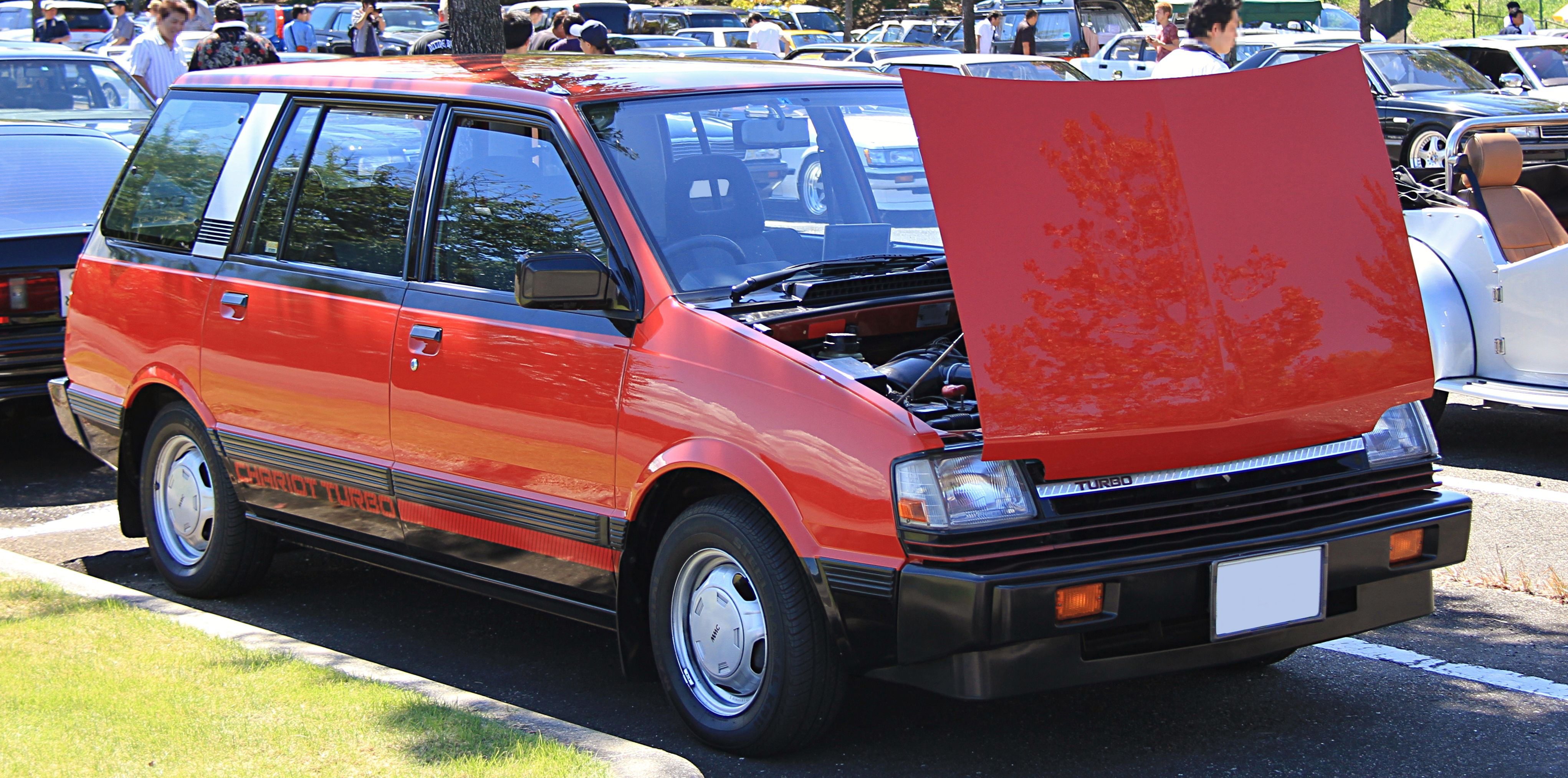
1세대 미쓰비시 샤리오 정측면

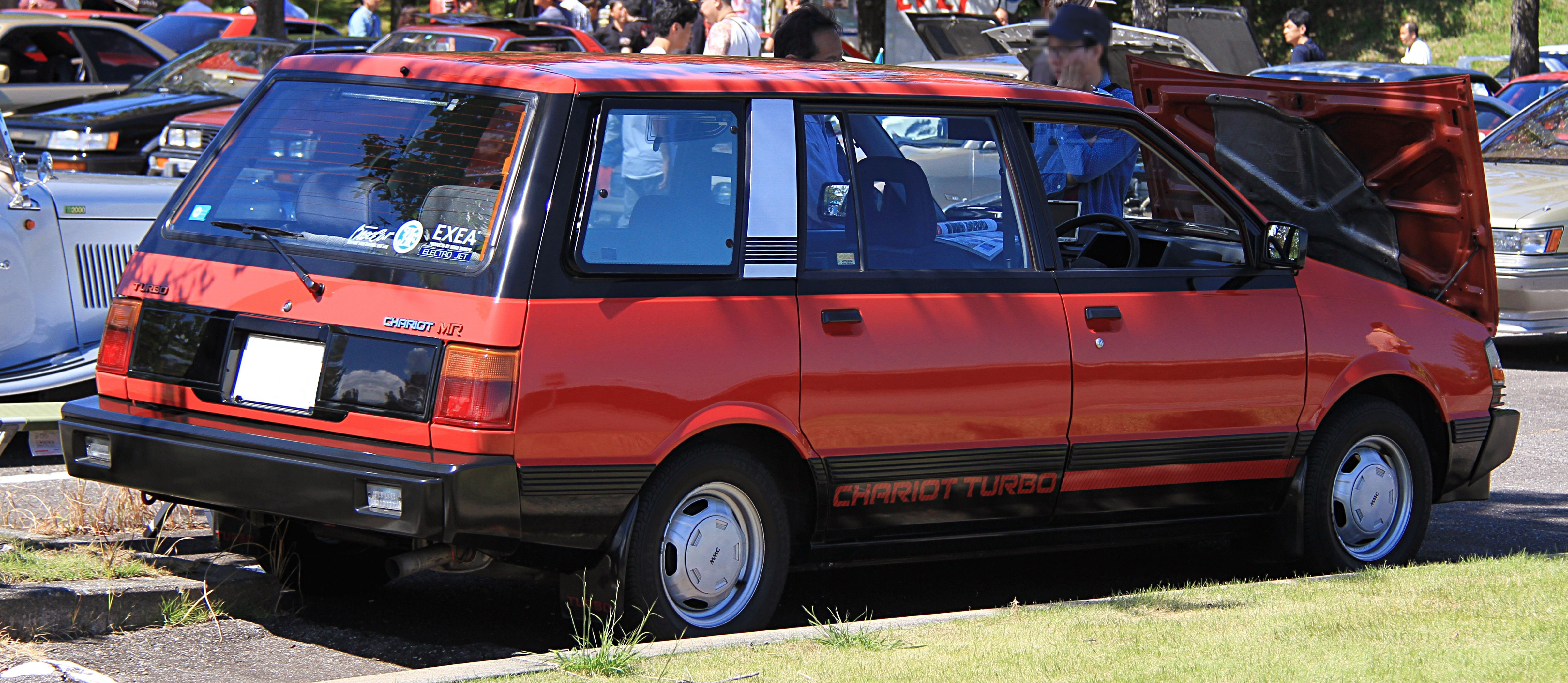
1세대 미쓰비시 샤리오 후측면

1983년 3월에 갤랑 왜건의 후속 차종으로 출시하였고, 트레디아의 플랫폼을 사용하였다. 당시 제휴 관계에 있었던 크라이슬러에서는 닷지/플리머스 콜트 비스타 또는 이글 비스타 왜건으로 뱃지 엔지니어링하여 판매하였다. 1991년 7월까지 생산하였다.

### 2세대
1991년 7월 29일에 출시하였고 이전에 발매된 형제차인 RVR과 매커니즘을 공유한다. 유럽 시장에서는 스페이스 왜건으로, 북미 시장에서는 엑스포라는 명칭을 달고 밴 & 왜건을 대체하는 모델로 발매되었다. 1993년 5월에는 크리스탈 루프 사양이 발매되었고, 1994년에는 페이스리프트 모델이 출시되었다. 1995년에는 4G63 인터쿨러 터보 엔진과 4륜구동을 적용한 리조트 러너 GT가 추가되었고, 대한민국의 현대정공이 이 차량을 베이스로 한 싼타모를 출시하였다. 1997년까지 생산하였다.

### 3세대
1997년에 출시되었으며 명칭 뒤에 그란디스라는 서브네임이 붙게 되었다. 경쟁 차종들을 의식해서 전 세대보다 크기가 더 커지게 되었다. 2003년에 단종되었으며 후속 차종인 미쓰비시 그란디스가 출시되었다.